# Megami Tensei
 (juillet 2015).
Si vous disposez d'ouvrages ou d'articles de référence ou si vous connaissez des sites web de qualité traitant du thème abordé ici, merci de compléter l'article en donnant les références utiles à sa vérifiabilité et en les liant à la section « Notes et références ».
Megami Tensei (女神転生, « La Réincarnation de la Déesse »), souvent abrégé en MegaTen, est une série de jeux vidéo de rôle développée par Atlus depuis 1987. Elle est devenue une série de jeux de rôle très populaires au Japon.

## Historique
Les premiers jeux de la série s'appuient sur une série de livres de science-fiction, Digital Devil Story: Megami Tensei, écrits par Aya Nishitani et publiés au Japon à partir de 1986. Une OVA inspirée du premier roman a rapidement vu le jour l'année suivante. Parallèlement, plusieurs éditeurs de jeux vidéo proposèrent d'adapter la saga, ce qui explique qu'il y eut initialement deux projets concurrents mais portant le même nom. Le premier épisode, conçu par Atlus, fut distribué par Namco sur Famicom ; une autre adaptation, fondée quant à elle sur le dessin animé, fut développée par Telenet Japan sur divers ordinateurs 8 bits japonais.
De son adaptation, Atlus créera le jeu Shin Megami Tensei (traduction La Véritable Réincarnation de la Déesse) en 1992 sur SNES. Ce jeu reprend les éléments constitutifs des livres (mélange de démonologie et d'informatique, époque moderne, forte tendance culturelle) mais l'histoire revêt un aspect de bien plus grande ampleur. Le jeu connaîtra suffisamment de succès pour avoir droit à une suite en 1994, Shin Megami Tensei II, mais aucun des deux ne sera localisé aux États-Unis, ni en Europe, en dépit de leurs multiples rééditions, pour des raisons de censure.
Entre 1994 et 2003, au milieu de multiples séries dérivées, les séries parallèles Persona et Devil Summoner voient le jour, respectivement sur la PlayStation de Sony et Saturn de Sega. Les nouvelles nominations étaient pensées pour que les jeux soient distingués selon leurs plateformes, mais les trois branches (Persona, Devil Summoner et les épisodes principaux de Shin Megami Tensei) se réuniront sur PS2.
En 2003, le RPG Shin Megami Tensei : Nocturne, troisième épisode de la branche principale, est édité au Japon et aux États-Unis après neuf ans d'absence. Les premiers jeux sont réédités pour l'occasion sur PlayStation, Game Boy Advance et Master System. Nocturne sera exporté en Europe et reste le seul SMT à avoir bénéficié d'une traduction française.
En 2004, Atlus entame une nouvelle série dérivée avec les deux Avatar Tuner, sorties à quelques mois d'intervalle. Ces jeux seront publiés aux États-Unis et en Europe en 2006, sous le nom trompeur de Digital Devil Saga alors qu'ils n'ont rien de commun avec les livres originaux de Nishitani. Ces jeux n'ont pas été traduits en français.
En 2005, la série des Devil Summoner revoit le jour avec Shin Megami Tensei: Devil Summoner - Raidou Kuzunoha vs. The Soulless Army. Le jeu est édité aux États-Unis et en Europe en anglais.
En 2007, le nouvel opus des Persona remporte aux États-Unis un succès commercial considérable grâce à son système qui mélange le sim-dating au RPG conventionnel et sa thématique de la mort traitée de façon lyrique. Il est proclamé « meilleur jeu de l'année 2007 », « meilleur RPG de l'année 2008 » et entre au palmarès des « meilleurs jeux de tous les temps ». Il est publié en Europe en 2008, mais n'est pas traduit en français et reste en anglais. Il est réédité en 2009 avec Persona 3: FES. Puis en 2009 sort Persona 4, toujours en anglais, dans les trois continents (Japon, États-Unis et Europe).
Toujours en 2009, un nouvel épisode des aventures de Raidou Kuzunoha sort sur PS2 : Shin Megami Tensei: Devil Summoner 2 - Raidou Kuzunoha vs. King Abaddon. Ce jeu est sorti au Japon et aux États-Unis, mais pas en Europe.
Une autre série dérivée sort au Japon et aux États-Unis sur DS cette même année : Shin Megami Tensei: Devil Survivor. En 2011, sort sa réadaptation sur 3ds : Shin Megami Tensei: Devil Survivor - Overclocked. Le deuxième épisode est sorti en 2011 : Shin Megami Tensei: Devil Survivor 2. Une réadaptation sort en 2015 sur Nintendo 3DS sous le titre Shin Megami Tensei: Devil Survivor 2 - Record Breaker.
Le 23 janvier 2013 est annoncé sur Wii U un crossover entre Shin Megami Tensei et Fire Emblem, intitulé Tokyo Mirage Sessions ♯FE (Genei Ibun Roku ♯FE au Japon). 
La même année sort Shin Megami Tensei IV sur 3DS, l'année suivante, il sort en Europe, en dématérialisé et en anglais. En 2016, une version alternative sort Shin Megami Tensei IV: Apocalypse. 
En 2021, un nouvel opus sort : Shin Megami Tensei V sort sur Nintendo Switch. Avec une sortie mondiale, et en français. Trois ans plus tard, une version amélioré du jeu nommé Shin Megami Tensei V: Vengeance sort sur toutes les plates-formes.

### Liste des jeux[2]
- Digital Devil Story: Megami Tensei, par Telenet Japan (MSX, FM-77, PC-88).
- Digital Devil Story: Megami Tensei, par Atlus/Namco (Famicom).
- Digital Devil Story: Megami Tensei 2, par Atlus/Namco (Famicom).
  - Kyūyaku Megami Tensei, réédition par Atlus sur Super Famicom des deux épisodes Namco, avec le moteur graphique des SMT.
- Shin Megami Tensei (Super Famicom, PC Engine, Mega CD, PlayStation, Game Boy Advance et iPhone).
- Shin Megami Tensei II (Super Famicom, PlayStation, Game Boy Advance, Master System), suite directe du premier jeu.
- Shin Megami Tensei if... (Super Famicom, PlayStation), une relecture du premier épisode qui a inspiré la saga des Persona (milieu scolaire, esprits spéciaux protégeant les protagonistes). Une suite pour téléphones mobiles, intitulée Hazama's Chapter, complète l'histoire de ce titre.
- Shin Megami Tensei III: Nocturne (PlayStation 2), est le seul jeu de la série principale à avoir bénéficié d'une traduction européenne. Les liens scénaristiques avec les précédents jeux sont obscurs et discutables. Un director's cut a vu le jour au Japon sous le titre Nocturne Maniax (permettant, entre autres, de recruter Dante de Devil May Cry parmi les démons du joueur). C'est cette version qui a été traduite et distribuée aux États-Unis en tant que Shin Megami Tensei: Nocturne puis en Europe sous le titre Lucifer's Call.
- Shin Megami Tensei: Strange Journey (Nintendo DS). Ce nouvel épisode renoue avec la vue à la première personne et les trois alignements fondamentaux (Loi, Neutre et Chaos). Il a été édité au Japon et aux États-Unis.
- Shin Megami Tensei: NINE (Xbox).
- Shin Megami Tensei Online: Imagine (PC). Il s'agit d'un MMORPG en free-to-play.
- Shin Megami Tensei IV (Nintendo 3DS).
- Shin Megami Tensei IV: Apocalypse (Nintendo 3DS). Il s'agit de la suite directe de Shin Megami Tensei IV.
- Shin Megami Tensei: Strange Journey Redux (Nintendo 3DS). Cet épisode est le remake de Shin Megami Tensei: Strange Journey. Il est sorti en 2017 au Japon à l'occasion des 25 ans de la série des Shin Megami Tensei, et en 2018 aux États-Unis et en Europe.
- Shin Megami Tensei III: Nocturne HD Remaster (Nintendo Switch, PlayStation 4), Le remaster du troisième opus de la série a été annoncé lors du Nintendo Direct Mini Partner Showcase de juillet 2020. Il est sorti le 25 mai 2021.
- Shin Megami Tensei V (Nintendo Switch). Le cinquième épisode de la série est sorti le 12 novembre 2021.
- Shin Megami Tensei V: Vengeance (Windows, Nintendo Switch, Playstation 4, Playstation 5, Xbox One, Xbox Series). la version améliorée du cinquième épisode sorti le 14 juin 2024.

## Description
Parmi les traits distinctifs de la série, les jeux ont souvent pour cadre l'époque contemporaine, voire un futur post-apocalyptique ; on notera aussi un recours constant à la démonologie et à la mythologie, tant dans le système des jeux (les combats opposent des créatures mythiques issues des cultures du monde entier) que dans les scénarios, et un autre thème très employé, la psychologie, en particulier l'archétype jungien et l'inconscient collectif. Enfin, à l'instar des classiques Dragon Quest, les Megami Tensei recèlent souvent une jouabilité riche, accordant par exemple aux joueurs acharnés une grande liberté pour personnaliser leur équipe. Le cœur de ce système repose souvent sur le recrutement et la fusion des démons que l'on affronte, une idée qui sera popularisée par Pokémon, ou par l'entière sélection des capacités débloquées des combattants.
La série compte plus de 20 épisodes, mais peu d'entre eux sont sortis sur les marchés américains (souvent dans des versions censurées,), et encore moins pour les Européens, qui ne découvriront la saga qu'à la sortie de Lucifer's Call sur PlayStation 2.

### Origine des noms des magies
Les magies des jeux Megami Tensei (et plus largement Shin Megami Tensei ou Persona) sont nommées d'une certaine façon qui peut dérouter le néophyte de prime abord et ce, malgré la légende affichée. Inspirés du Sanskrit, voici une liste non exhaustive :
- Dia : la magie de guérison
- Bufu : la magie de glace
- Agi : La magie de feu
- Garu ou Zan : La magie de vent
- Zio : la magie de foudre
- Hama : la magie de lumière
- Mudo : la magie des ténèbres

## Séries dérivées
La série principale a généré plusieurs sous-séries.

### SérieDevil Summoner
- Devil Summoner (Saturn, PSP).
- Devil Summoner 2: Soul Hackers (Saturn, PlayStation). Ces deux jeux reprennent en le complexifiant la jouabilité des Shin Megami Tensei de la SNES. Un remake a vu le jour sur Nintendo 3DS en 2012 au Japon et fut localisé en anglais en 2013 pour les US et l'Europe.
- Devil Summoner: Raidou Kuzunoha vs. The Soulless Army (PlayStation 2). Un remaster nommée RAIDOU Remastered: The Mystery of the Soulless Army[4] est prévu pour juin 2025 (Nintendo Switch, Nintendo Switch 2, PlayStation 4, PlayStation 5, Windows, et Xbox Series X/S).
- Devil Summoner: Raidou Kuzunoha vs. King Abaddon (PlayStation 2). Ces nouveaux épisodes sont de style A-RPG et n'ont pas grand-chose en commun avec les épisodes originaux de Devil Summoner.
- Soul Hackers 2[5] (PlayStation 4, PlayStation 5, Xbox One, Xbox Series et Windows).

### SériePersona
Persona est une série qui exploite les thèmes des légendes urbaines et de l'inconscient collectif.
- Megami Ibunroku Persona: Be Your True Mind, sorti aux États-Unis dans une version censurée sous le nom de Revelations: Persona (PlayStation).
  - Shin Megami Tensei: Persona, une réédition entièrement refaite de Megami Ibunroku Persona: Be Your True Mind est sortie sur PSP au Japon et enfin aux États-Unis en septembre 2009.
- Persona 2: Tsumi, aussi connu sous le titre Persona 2: Innocent Sin (PlayStation). Ce jeu n'a été édité aux États-Unis qu'en 2011, par son portage PSP.
  - Persona 2: Batsu, aussi connu sous le titre Persona 2: Eternal Punishment (PlayStation).
- Shin Megami Tensei: Persona 3 (PlayStation 2). Ce jeu a reçu de multiples récompenses aux États-Unis.
  - Persona 3: FES, pour "Festival" (PlayStation 2). Il s'agit d'un director's cut de Persona 3, lui ajoutant notamment un mode Difficile, un chapitre supplémentaire expliquant la fin mystérieuse du jeu original et de nombreux bonus dans l'histoire principale.
  - Persona 3 Portable (PSP, PlayStation 4, Xbox One, Xbox Series, Nintendo Switch, Windows), avec du contenu inédit, notamment la possibilité d'incarner un protagoniste féminin.
  - Persona 3: Dancing in Moonlight (PlayStation 4, PlayStation Vita).
  - Persona 3 Reload (Playstation 4, Playstation 5, Windows, Xbox One, Xbox Series)
- Shin Megami Tensei: Persona 4 (PlayStation 2).
  - Persona 4: The Golden (PlayStation Vita, PlayStation 4, Windows, Xbox One, Xbox Series, Nintendo Switch). Il s'agit d'une réédition améliorée du Persona 4 originellement sorti sur PlayStation 2. Sorti en 2012 au Japon et traduit en anglais pour le marché américain et européen la même année, le jeu se voit agrémenté d'un nouveau personnage féminin, Marie. Il comporte également en guise de bonus des vidéos concernant les précédents épisodes de Persona, comme des extraits de concerts, des bandes annonces et des publicités japonaises. À noter que le jeu profite des fonctions tactiles de la console. Le jeu se voit doté en 2020 d'un portage sur Windows via la plateforme Steam comportant une traduction localisé.
  - Persona 4: Arena (PlayStation 3, Xbox 360).
  - Persona 4 Arena Ultimax (Arcade, PlayStation 3, Xbox 360, Nintendo Switch, PlayStation 4, Windows)
  - Persona 4: Dancing All Night (PlayStation Vita).
- Persona Q: Shadow of the Labyrinth (Nintendo 3DS), cross-over de Persona 3 et Persona 4.
- Persona 5 (PlayStation 3, PlayStation 4).
  - Persona 5 Royal (PlayStation 4, PlayStation 5, Xbox One, Xbox Series, Windows, Nintendo Switch).
  - Persona 5: Dancing in Starlight (PlayStation 4, PlayStation Vita).
  - Persona 5 Strikers (Nintendo Switch, PlayStation 4, Windows)
  - Persona 5 Tactica (Nintendo Switch , Playstation 4, Playstation 5, Xbox One, Xbox Series)
- Persona Q2: New Cinema Labyrinth (Nintendo 3DS), cross-over de Persona 3, Persona 4 et Persona 5.

### SérieLast Bible
Megami Tensei Gaiden est l'une des rares séries MegaTen à se dérouler non pas dans un univers contemporain, mais dans un monde de type fantasy, plus classique.
- Megami Tensei Gaiden: Last Bible (Game Boy, Game Boy Color, Game Gear). La version Game Boy Color de cet épisode est sortie aux États-Unis sous le nom Revelations: The Demon Slayer.
- Megami Tensei Gaiden: Last Bible 2 (Game Boy, Game Boy Color).
- Megami Tensei Gaiden: Last Bible Special (Game Gear).
- Megami Tensei Gaiden: Last Bible 3 (Super Famicom).
- Another Bible (Game Boy).

### SérieMajin Tensei
Majin Tensei est une série de jeux de stratégie par tour empruntant le système de fusion de démons de la série originale.
- Majin Tensei (Super Famicom).
- Majin Tensei II: Spiral Nemesis (Super Famicom).
- Majin Tensei: Ronde (Saturn).
- Majin Tensei: Blind Thinker (mobile, Nintendo Switch)
- Majin Tensei: Blind Thinker II (mobile)

### SérieDevil Children
Devil Children (en) est une série de Pokémon-like.
- Devil Children: Kuro no Shō / Aka no Shō, signifiant "Livre Noir / Livre Rouge" (Game Boy Color, PlayStation).
- Devil Children: Shiro no Shō, signifiant "Livre Blanc" (Game Boy Color).
- Devil Children: Hikari no Shō / Yami no Shō, signifiant "Livre de la Lumière / Livre de l'Ombre". Le jeu est sorti aux États-Unis sous le nom de Demikids: Light Version / Dark Version (Game Boy Advance).
- Devil Children: Puzzle de Call (Game Boy Advance).
- Devil Children: Kōri no Shō / Honō no Shō, signifiant "Livre des Glaces / Livre des Flammes" (Game Boy Advance).
- Devil Children: Messiah Riser (Game Boy Advance).

### SérieDigital Devil Saga
- Avatar Tuner, sorti aux États-Unis et en Europe sous le nom de Shin Megami Tensei: Digital Devil Saga (PlayStation 2).
- Avatar Tuner 2, sorti aux États-Unis et en Europe sous le nom de Shin Megami Tensei: Digital Devil Saga 2 (PlayStation 2).

### SérieDevil Survivor
Devil Survivor est un jeu Nintendo DS, de style tactical-RPG, fondé sur une histoire apocalyptique dans un Tokyo contemporain.
- Devil Survivor, l'épisode original sur DS.
- Devil Survivor Overclocked, le remake de ce dernier sorti sur 3DS, sorti en 2011 au Japon et aux États-Unis puis en 2014 en Europe.
- Devil Survivor 2, sorti sur DS au Japon et aux États-Unis en 2012, et en Europe en 2014.
- Devil Survivor 2: Record Breaker, le remake de ce dernier sorti sur 3DS en 2015.

### Autres
- Giten Megami Tensei: Tōkyō Mokushiroku (PC-98, PC). Cet épisode, proche des premiers SMT et souvent abrégé en GigaTen, est plus orienté science-fiction.
- Jack Bros no Meiro de HI HO (Virtual Boy), jeu assimilable à un dungeon-RPG avec comme personnages principaux deux des monstres les plus populaires des jeux de la série principales et des séries dérivées : Jack Frost et Jack O'Lantern (et un troisième larron, Jack the Ripper).
- Shin Megami Tensei Trading Card: Card Summoner (Game Boy Color).
- Tokyo Mirage Sessions ♯FE (Wii U) est un crossover avec la série de tactical RPG Fire Emblem. Il possède une bande son orientée J-pop.